# Горња Буковица (Шавник)
Горња Буковица је насеље у општини Шавник у Црној Гори. Према попису из 2003. било је 134 становника (према попису из 1991. било је 131 становника).

## Географија
Горња Буковица се налази на обронцима планине Дурмитор, на северу Црне Горе. Надморска висина села је 1350 метара. Карактерише га високопланинска клима, хладне зиме са пуно снега и блага лета. Кроз село протиче река Буковица по којој село и носи име. Река Буковица извире у атару села на обронцима Дурмитора и Језерске висоравни и у свом горњем току прави малу долину која дели масив Дурмитора и масив Сињајевине. Кроз село пролази регионални пут који спаја Пљевља и Никшић. Атар села се граничи са селима Грабовица, Превиш и Доња Буковица у оштини Шавник и селима Меруља и Пошћенски Крај у општини Жабљак.
Село је богато водом, има више десетина извора који се налазе на десној страни реке Буковице. Најјачи извори су Маљен и Гусаревачки поток на чијим извориштима постоје фабрике за флаширање воде. Село је богато и шумом, нарочито предео Буковичке горе на обронцима планине Ивице. Село се састоји од више заселека а неки од њих су: Провалија, Врточ Поље, Ђуричин До.

## Историја
Горња Буковица је припала Књажевини Црној Гори разграничењем са Османским царством 1859. године. Била је гранично село до 1878. године када је цео Дробњак припао Црној Гори. Горња Буковица је припадала Дробњачкој капетанији.
Село је основано крајем 19. века и настало је од катуна села Превиш. Интезивно насељавања села почиње након 1878. године. Први становници Горње Буковице били су Превишани и то братства: Сератлић, Томић, Ђедовић, Јегдић, Милашиновић, Шоловић, Кујунџић, Ћућиловић и Зарубица. Још су се доселила братства Караџић из Петњице и Пејановић са Годијеља.
Школа у Горњој Буковици је основана 1902. године. Прво се налазила у кући Антонија Шушића, а потом у кући Риста Јегдића. Касније је школа добила своју зграду а 1960-их је направљена велика модерна школска зграда.
Доста становника села је страдало у току Другог светског рата, што као цивили, што као борци. Њима је у школском дворишту подигнут споменик назван "Буковички цвијет".

## Демографија
У насељу Горња Буковица према попису из 2011. године живи укупно 76 становника у 19 домаћинстава и укупно 132 стамбене јединице (Завод за статистику Црне Горе, "Попис становништва, домаћинстава и станова 2011. године").
|  |

| Демографија | Демографија | Демографија |
| Година      | Становника  | Становника  |
| ----------- | ----------- | ----------- |
|             |             |             |
|             |             |             |
|             |             |             |
|             |             |             |
| 1948.       | 381         |             |
| 1953.       | 395         |             |
| 1961.       | 379         |             |
| 1971.       | 361         |             |
| 1981.       | 214         |             |
| 1991.       | 131         | 130         |
| 2003.       | 134         | 134         |
|             |             |             |

| Етнички састав према попису из 2003.‍ | Етнички састав према попису из 2003.‍ | Етнички састав према попису из 2003.‍ | Етнички састав према попису из 2003.‍ | Етнички састав према попису из 2003.‍ |
| ------------------------------------ | ------------------------------------ | ------------------------------------ | ------------------------------------ | ------------------------------------ |
|                                      |                                      |                                      |                                      |                                      |
| Црногорци                            | Црногорци                            |                                      | 71                                   | 52,98%                               |
| Срби                                 | Срби                                 |                                      | 49                                   | 36,56%                               |
| непознато                            | непознато                            |                                      | 2                                    | 1,49%                                |

| Година пописа     | 1948. | 1953. | 1961. | 1971. | 1981. | 1991. | 2003. |
| ----------------- | ----- | ----- | ----- | ----- | ----- | ----- | ----- |
| Број домаћинстава | 73    | 88    | 96    | 95    | 76    | 46    | 38    |

| Број чланова      | 1  | 2  | 3 | 4 | 5 | 6 | 7 | 8 | 9 | 10 и више | Просек |
| ----------------- | -- | -- | - | - | - | - | - | - | - | --------- | ------ |
| Број домаћинстава | 38 | 11 | 6 | 3 | 4 | 7 | 3 | 1 | 1 | 2         | 0      |

| Пол    | Укупно | Неожењен/Неудата | Ожењен/Удата | Удовац/Удовица | Разведен/Разведена | Непознато |
| ------ | ------ | ---------------- | ------------ | -------------- | ------------------ | --------- |
| Мушки  | 43     | 13               | 29           | 1              | 0                  | 0         |
| Женски | 58     | 14               | 27           | 15             | 0                  | 2         |
| УКУПНО | 101    | 27               | 56           | 16             | 0                  | 2         |

| Пол    | Укупно                    | Пољопривреда, лов и шумарство | Рибарство                            | Вађење руде и камена | Прерађивачка индустрија       |
| ------ | ------------------------- | ----------------------------- | ------------------------------------ | -------------------- | ----------------------------- |
| Мушки  | 24                        | 13                            | 0                                    | 0                    | 0                             |
| Женски | 10                        | 2                             | 0                                    | 0                    | 0                             |
| УКУПНО | 34                        | 15                            | 0                                    | 0                    | 0                             |
| Пол    | Производња и снабдевање   | Грађевинарство                | Трговина                             | Хотели и ресторани   | Саобраћај, складиштење и везе |
| Мушки  | 1                         | 0                             | 0                                    | 0                    | 1                             |
| Женски | 2                         | 0                             | 1                                    | 1                    | 0                             |
| УКУПНО | 3                         | 0                             | 1                                    | 1                    | 1                             |
| Пол    | Финансијско посредовање   | Некретнине                    | Државна управа и одбрана             | Образовање           | Здравствени и социјални рад   |
| Мушки  | 0                         | 0                             | 2                                    | 5                    | 0                             |
| Женски | 0                         | 0                             | 0                                    | 3                    | 0                             |
| УКУПНО | 0                         | 0                             | 2                                    | 8                    | 0                             |
| Пол    | Остале услужне активности | Приватна домаћинства          | Екстериторијалне организације и тела | Непознато            | Непознато                     |
| Мушки  | 2                         | 0                             | 0                                    | 0                    | 0                             |
| Женски | 0                         | 0                             | 0                                    | 1                    | 1                             |
| УКУПНО | 2                         | 0                             | 0                                    | 1                    | 1                             |